# Königsbergi vár
A königsbergi kastély vagy königsbergi vár (németül: Königsberger Schloss, oroszul: Кёнигсбергский замок – Kjonyigszbergszkij zamok) az egykori kelet-poroszországi Königsberg (1946 óta Kalinyingrád) központjában álló kastély volt. Az egy balti porosz erődítmény helyén a 13. században a Német Lovagrend által emelt épület a város 1946-os szovjet elfoglalásáig Poroszország egyik legfontosabb műemlékének és a német történelem egyik meghatározó helyszínének számított: a Német Lovagrendi állam központjául szolgáló vár 1525-től a Porosz Hercegség, I. Frigyes a kastély templomában történő porosz királlyá való koronázása után pedig 1701-től a Porosz Királyság hatalmi központja, temploma a porosz királyok hagyományos koronázótemploma.  Az épület pincéjében működött a kultúrtörténeti jelentőségű Blutgericht borpince. A második világháborúban teljesen kiégett épület romjait 1968-69 között Leonyid Brezsnyev szovjet államfő személyes utasítására robbantották fel. A kastély helyén ma Kalinyingrád központi tere, illetve a Szovjetek Házának torzója áll. A Szovjetunió felbomlása óta olykor napirendre kerül a kastély teljes vagy részleges újjáépítésének terve. 

## Fekvése
A vár a történelmi Königsberg központjában, az azt alkotó három egykori város Altstadt nevű városának egy kisebb emelkedésen feküdt; messziről látható 84 méter magas tornya meghatározó eleme volt a königsbergi városképnek. A négyszögletes alaprajzú építményt a város néhány jelentős történelmi tere és utcája övezte:
- nyugatról: a Gesekusplatz és a Kanstraße,

- északról: a Schlossstraße (Kastély utca),
- északkeletről: a Münzplatz, illetve a Kastély-tó (németül Schlossteich, oroszul Нижний пруд – Nyizsnyij prud vagy Замковый пруд – Zamkovij prud),
- keletről: a Schlossplatz (Kastély tér),
- délről: az Altstädtische Bergstraße,
- délnyugatról: a Kaiser-Wilhelm-Platz (Vilmos császár tér), a város egyik központi tere és villamoshálózatának origója.

A kastély déli és nyugati lejtőit a Kastélyterasz (németül Schlossterasse) emlékművekkel és dús növényzettel díszített lépcsői és kapui foglalták el. 
A második világháborúban súlyos károkat szenvedett königsbergi belvárost a várral együtt a szovjet hatóságok a háború befejeztével szisztematikusan eltörölték a föld színéről. A vár helyén ma Kalinyingrád Központi tere (oroszul Центральная площадь – Centralnaja ploscsagy) illetve a Szovjetek Házának (oroszul Дом Советов – Dom Szovetov) 1970 óta befejetlen torzója áll. A teret nyugatról a várost észak-déli irányban átszelő Lenin sugárút (oroszul Ленинский проспект – Leninszkij proszpekt), délről a kelet-nyugati irányú Moszkvai sugárút (oroszul Московский проспект – Moszkovszkij proszpekt), északról pedig a Sevcsenko utca (oroszul ул. Шевченко) határolja. A tér déli oldalán nyomokban még látható az egykori várterasz fala. Egy 2012-ben megkezdett ásatás folyamán feltárásra került a vár egykori nyugati szárnyának alapzata.

## Története

### Lovagrendi időszak (1255–1525)

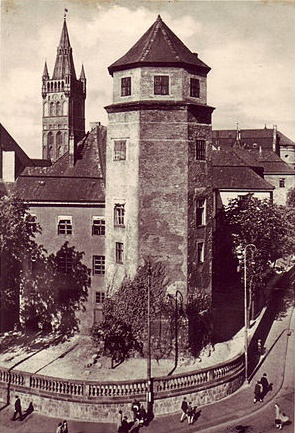
A Haber-torony, a vár legrégebbi, a 20. századig fennmaradt része

A későbbi vár helyén a kezdetekben a terület eredeti lakói, a balti poroszok által emelt Tuwangtse vagy Twangstse elnevezésű fa erődítmény állt, mely rálátást biztosított a Prégel folyóra, illetve a Szambia-félsziget egy jelentős részére. A területet pogány lakossága ellen a Német Lovagrend által a 13. századtól indított kereszteshadjárat folyamán a porosz erőd helyén 1255-ben építettek a lovagok egy ideiglenes fa- és földvárat. Az 1257-ben kőből újjáépített lovagrendi várat a kereszteshadjáratokat vezető II. Ottokár cseh király tiszteletére kezdték Königsberg, azaz a 'király hegye' néven emlegetni. Ez a kezdetleges vár sikeresen állt ellen a porosz három éven át tartó, 1260-ban kezdetét vevő második felkelésének (németül Zweiter Prußenaufstand). A vár nagyszabású kiépítése igazán ezen felkelés leverése után kezdődött meg, ekkor épült fel a dupla várfalgyűrű és annak 9 tornya, melyek közül egyedül a Haber-torony maradt fenn a 20. századig.  
A vár körül kezdtek kialakulni a később Königsberg városát alkotó Altstadt, Kneiphof és Löbenicht települések, illetve a vár közvetlen fennhatósága alá tartozó ú.n. "freiheitoknak" nevezett települések és uradalmak, melyek a későbbi város egyes városrészeinek magvainak tekinthetők. A vár maga, illetve a körülötte fekvő terület Schlossfreiheit néven egészen 1808-ig, az egyik Königsberget alkotó városhoz nem tartozó, önálló közigazgatási egységet képzett. A Schlossfreiheit uralma alá tartoztak a Burgfreiheit, Neue Sorge, Roßgarten, Sackheim ésTragheim nevű freiheitok, melyek később Königsberg egy-egy jelentős negyedét képezik.   
A 14. század végére kialakult a későbbi kastély négyszögletes alapjait egészen a 20. századig meghatározó védművek rendszere. Az egykori magtár (németül Kornhaus) falain felépült a Lovagrendi állam bírósága (németül Oberlandesgericht), a vár nyugati felében pedig a vártemplom a hozzátartozó konventtel (n. Konventshaus), refektóriummal (n. Remter) és gyülekezési teremmel (n. Kapitelsaal), a kapcsolódó északi szárnyban pedig a rend marsalljának lakása (n. Wohnung des Ordenmarschalls) valamint az ispotály (n. Firmarie) és a gótikus harangtorony, a későbbi átépítések során 84 méteres magasságot elérő Schlossturm. A marsalli lakás, a refektórium és az ispotály gótikus bordázott boltozatú belső terei egészen a kastély végleges pusztulásáig fennmaradtak.  
Az addig a Lovagrendi Állam központjául szolgáló Marienburg vár (magyarul Máriavár, ma Malbork, Lengyelország) 1457-es elvesztése után 1525-ig Königsberg vára szolgált a Német Lovagrend nagymesteri székhelyeként illetve ezen szerepénél fogva a lovagrendi állam tulajdonképpeni közigazgatási és hatalmi központjaként.  

### Hercegi időszak (1525–1701)

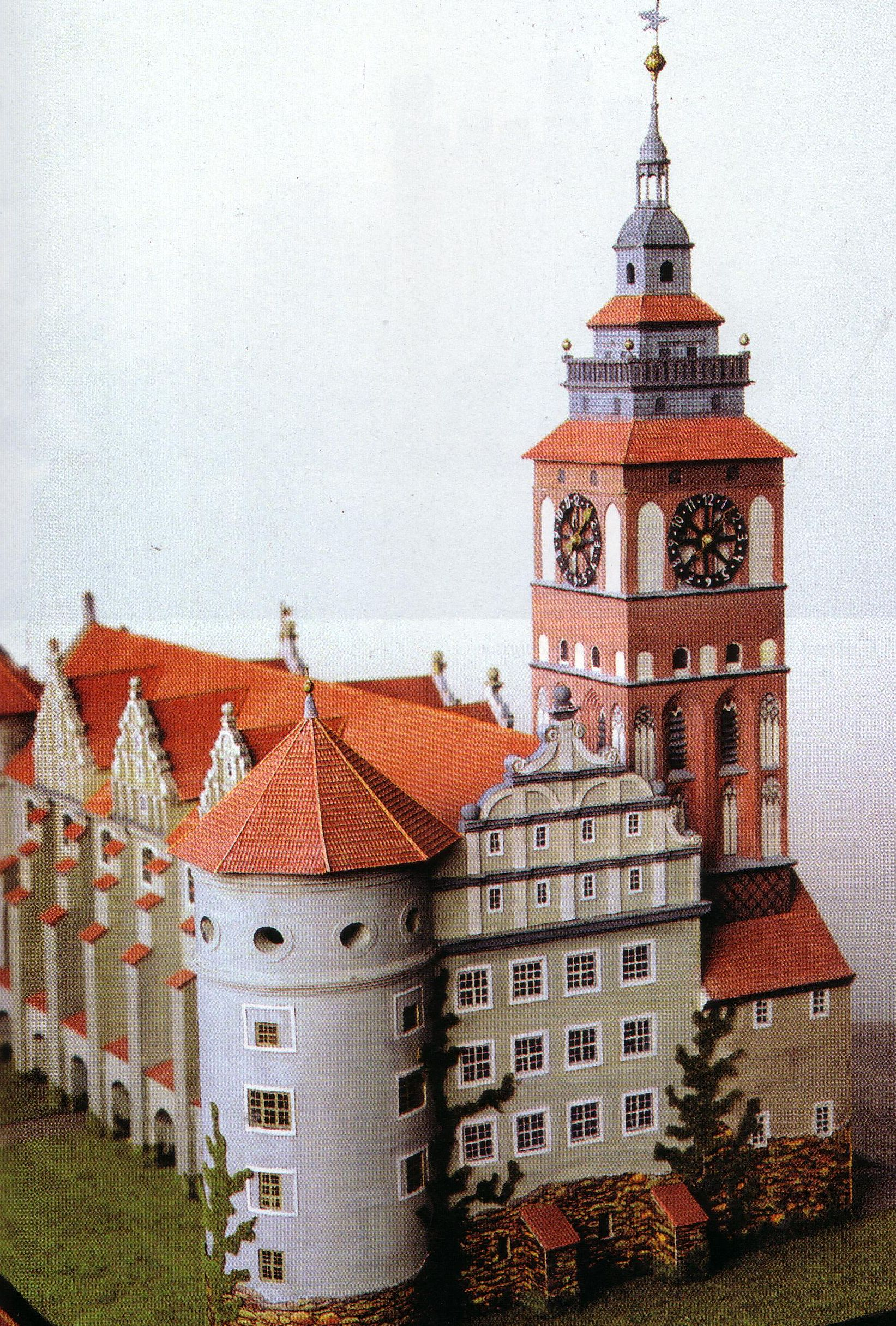
A hercegi időszakban épült reneszánsz György-Frigyes szárny makettje

A vár 1525-től a porosz hercegek székhelyéül, a 17. századtól pedig a brandenburgi választófejedelmek egyik rezidenciájaként szolgált. Az 1511 és 1525 között a Német Lovagrend utolsó nagymestereként regnáló Albert brandenburgi őrgróf a lovagrendi állam dinasztikus hercegséggé történő alakításával a königsbergi vár funkcióját is automatikusan megváltoztatta. Az addig főleg katonai központként szolgáló lovagrendi várat (németül Ordensburg) hercegi lakhellyé kellett átalakítani, melynek meg kellett felelnie az új állam reprezentációs és adminisztrációs igényeinek. A nürnbergi Friedrich Nußdörfer építőmester által vezetett átépítések során az addigi erőd jellegű gótikus vár számos reprezentációs és lakótérnek illetve az államigazgatás apparátusának helyet adó épületszárnnyal egészült ki. Főleg a hercegnéi lakosztály és az udvartartás igényeit kiszolgáló terek kialakítása már reneszánsz stílusban történt meg; az új szárnyban került elhelyezésre a pompás ezüstborítós köteteiről a német államok szerte híres hercegi könyvtár, a Silberbibliothek. A későbbi hercegek uralkodása alatt történő folyamatos bővítések és védelmi funkciójának során az egykori vár mindinkább egy reneszánsz lakóvár (németül Wohnburg) illetve várkastély képét kezdte felölteni. I. György-Frigyes herceg uralkodása alatt épült fel a kívül reneszánsz, belül téglagótikus stílusú reprezentatív Kastélytemplom (németül Schlosskirche), illetve a sokáig a német területek legnagyobb termének számító, 84 méter hosszúságú Moszkovita terem (németül Moskowitersaal), továbbá számos fejedelmi fogadóterem, illetve a königsbergi területi bíróságnak (németül Oberlandesgericht Königsberg) 1945-ig otthont adó várbíróság épülete. 

### Királyi időszak (1701–1918)

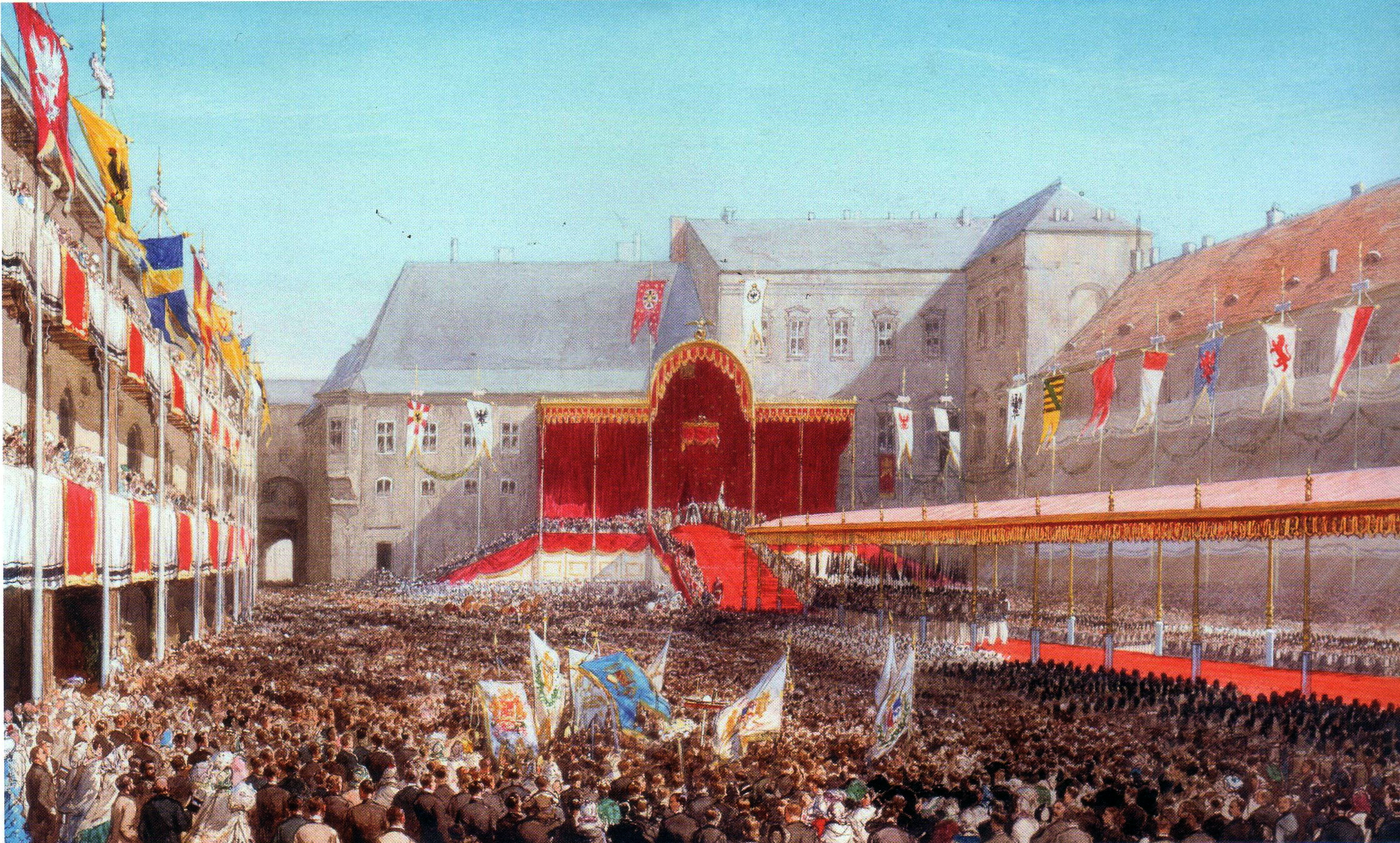
I. Frigyes porosz királlyá történő koronázása a königsbergi kastély udvarán

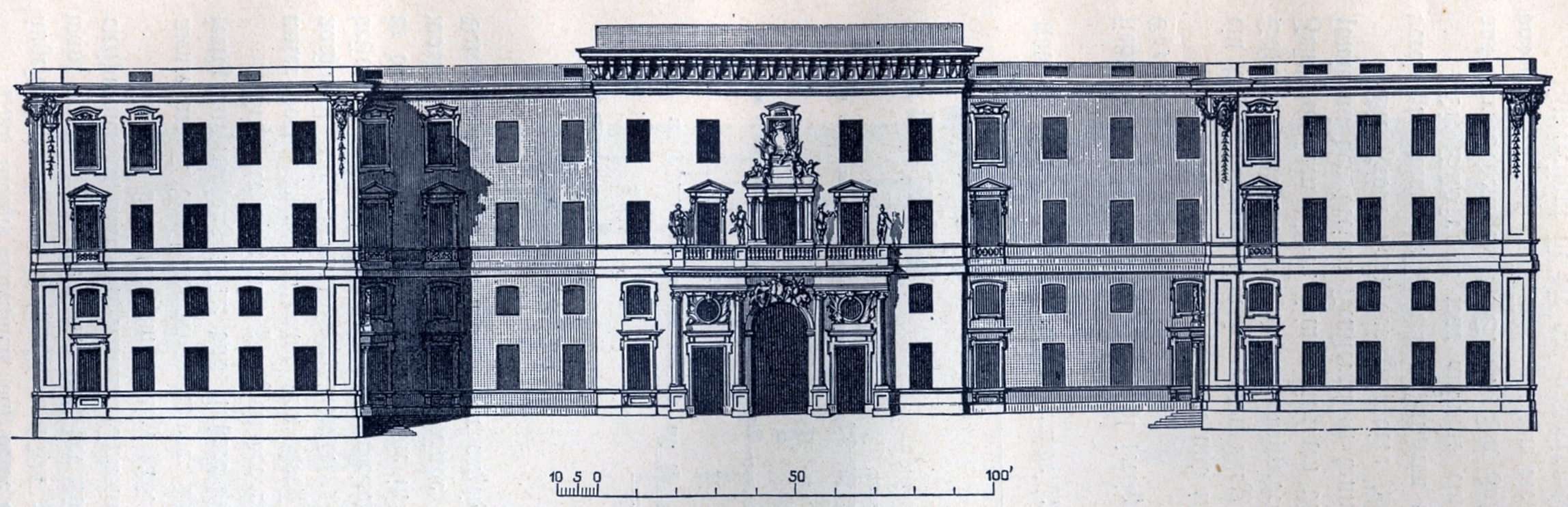
Az Unfriedt-féle barokk átépítés terve az 1700-as évek elejéről

1701-ben III. Frigyes brandenburgi választófejedelem pompás ünnepség keretei közt I. Frigyes néven porosz királlyá koronázta magát. Az ünnepség helyszínéül a königsbergi kastély szolgált, a kastély temploma ettől kezdve pedig mint a porosz királyok koronázótemploma az ország egyik legfontosabb építményévé avanzsált. Annak ellenére, hogy az új királyság fővárosává nem a régi porosz főváros Königsberg, hanem a brandenburgi székváros Berlin vált, a königsbergi, most már királyi kastély az elkövetkező években nagyszabású bővítéseken esett át. 1705-től Joachim Ludwig Schultheiss von Unfriedt mérnök tervei szerint felépült a kastély barokk stílusú deli szárnya, az ún. Unfriedt-szárny (németül Unfriedtbau). Az 1713-ra elkészült épületrész egy háromemeletes, középen diadalívvel díszített reprezentatív barokk szárny első ütemeként készült el, amely nagyban megváltoztatta a kastély addigi gótikus-reneszánsz képét. Az 1712-ben trónra kerülő és az apjától, I. Frigyes királytól jelentős mértékű államadósságot megöröklő I. Frigyes-Vilmos azonban nem folytatta az építkezéseket, így a monumentális új szárny sosem került befejezésre. Innentől kezdve a kastélyt leginkább a királyi közigazgatás szervei mintsem a királyi család lakták.   
Az 1861-ben Königsbergben porosz királlyá koronázott későbbi I. Vilmos első német császár uralkodása alatt a kastély nagyszabású felújítási munkálatokon esett átt: 1864-66 között Friedrich August Stüler építész tervei szerint neogótikus kősisakot kapott a központi harangtorony, mely így elérte a 84 méteres magasságot; megnyíltak a nagyközönség előtt az Unfriedtbau lakosztályai, illetve a Moszkovita-terem és a Kastélytemplom; az északi szárnyban pedig helyet kapott az Prussia Museum, amelyben a város és az Albertina egyetem történelme, illetve számos Lovis Corinth féle festmény került bemutatásra.    

### A weimari köztársaság és Harmadik Birodalom időszaka (1918–1945)

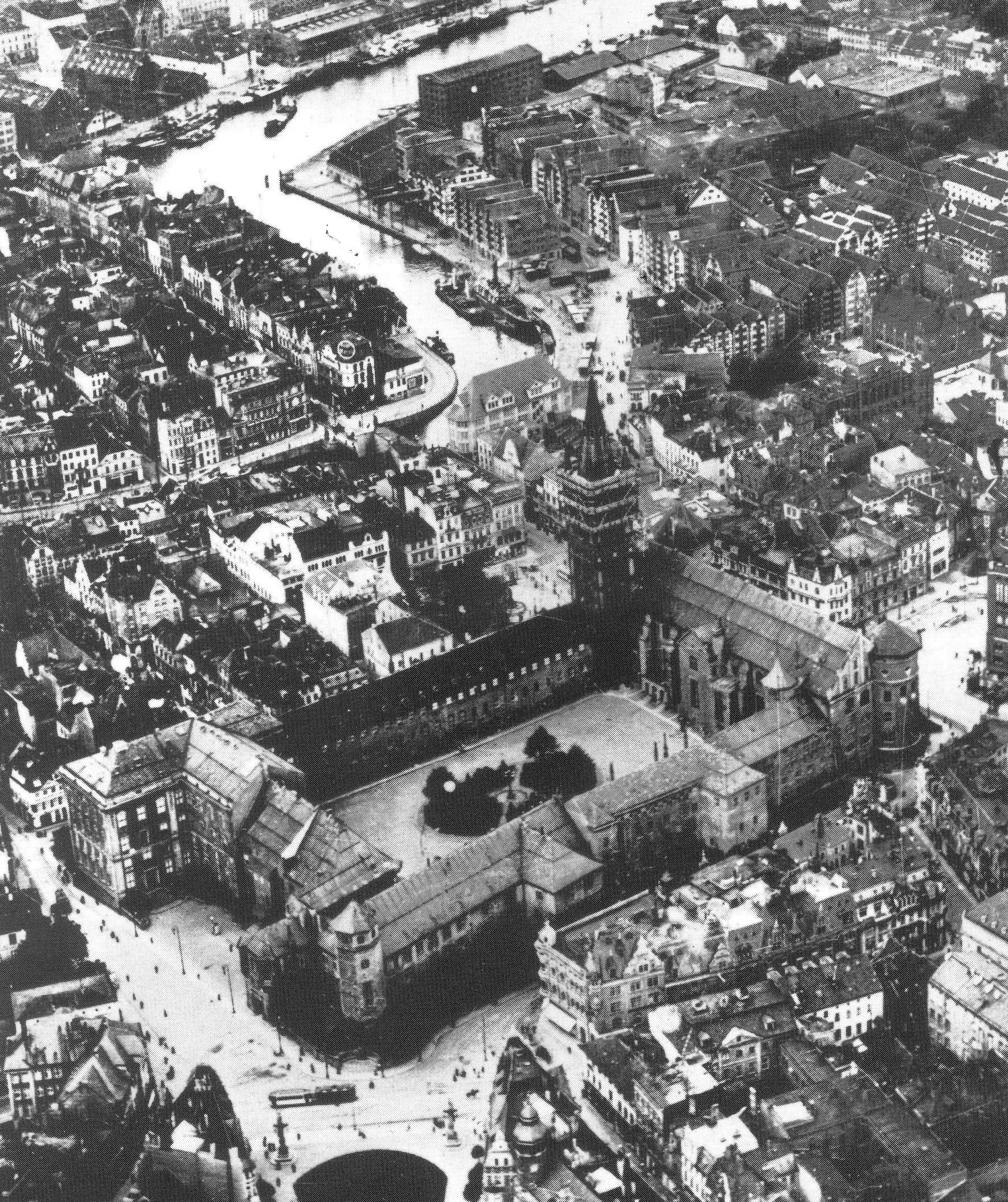
1925-ös légifelvétel a kastélyról

#### A Kastély mint múzeum
II. Vilmos császár 1918-as lemondásáig a kastély Berlin mellett Poroszország második számú uralkodói rezidenciájának számított. A monarchia bukását követően az ország sok más egykori fejedelmi lakhelyéhez hasonlóan Königsberg kastélyát is a város és a tágabb értelemben vett régió történelmét és művészetét bemutató múzeumként kezdték el hasznosítani: a közigazgatási funkciók néhány kivételtől eltekintve jórészt elköltöztek, az egykori uralkodói lakosztályokat megnyitották a nagyközönség előtt. Az 1920-as évektől kezdve a kastély legnagyobb része kulturális közintézményeknek adott otthont: itt kapott helyet  
- a Kelet-poroszországi Tartományi Múzeum (németül Ostpreußisches Provinzialmuseum),
- a Városi Képtár (németül Städtische Gemäldegalerie),
- a Prussia Régészeti Társaság gyűjteménye, a Prussia Múzeum,
- a hercegi Silberbibliothek állományát is magábafoglaló Állami és Egyetemi Könyvtár (németül Staats- und Universitätsbibliothek Königsberg) egyes gyűjteményei.[1]

A kulturális intézmények mellett az épületben maradt a tartományi és helyi közigazgatás és igazságszolgáltatás néhány szerve is, így   
- a Kelet-poroszországi Kormányzat Igazságügy Hatósága (németül Justizbehörde der ostpreußischen Regierung),
- a Königsbergi Területi Bíróság (németül Oberlandesgericht Königsberg),
- Kelet-Poroszország Műemlékvédelmi Hivatala (németül Denkmalamt der Provinz Ostpreußen),
- illetve (1930-ig) a Porosz Állami Levéltár (németül Preußisches Staatsarchiv).

A kastélyban található közgyűjtemenyek utolsó igazgatóját, Alfred Rohdét idézve: [Múzeummá való átalakításával a kastély] „egy másik, teljesen új jelentést kapott Königsberg szellemi életében. Egy történelmi emlékhellyé vált, amelyben Kelet-Poroszország építészettörténete, történelmi terei, közgyűjteményei, valamint művészeti, kulturális és történelmi fejlődése elevenednek meg."
Az 1920-as évek elején a kastély alapos külső és belső helyreállításon ment keresztül. Ekkor nyerte el a nyugati György-Frigyes szárny déli oromzata a Kaiser-Wilhelm-Platz képét is jelentősen meghatározó díszes neoreneszánsz kiképzését.

#### Második világháború és művészeti gyűjtemények sorsa

A kastély romjai az 1960-as években. Balra az egykori főposta romjai

A Königsberget 1944. augusztus 26-áról 27-ére, illetve 29-éről 30-ára virradó éjszaka alatt ért brit légitámadások során a történelmi belvárossal együtt a kastély teljes egésze is kiégett. A kastély a bombázások ellenére is állva maradt falait a königsbergi csatában a várost 1945 április 9-éig erős tüzérséggel bevevő, majd szisztematikus gyújtogatásba kezdő szovjet csapatok tovább pusztították. A hadműveletek befejeztére a városközpont 90% elpusztult és sok más német városhoz hasonlóan kiterjedt rommezővé vált, a lakosság nagy része vagy meghalt vagy elmenekült, csupán egy kisebb hányada maradt a városban. A megmaradt német lakosságot 1947 és 1951 között szovjetunióbeli munkatáborokba vagy az NDK területére telepítették ki. A hadműveletek befejeztével a Kastélyból a főfalak, illetve az erősen megrongálódott Kastélytorony maradt csak meg, legtöbb kultúrkincse vagy eltűnt vagy megsemmisült.
A Második világháború alatt a kastélyt a náci vezetés az Oroszországból rabolt kultúrkincsek biztonságos tárolására használta. 1942 és 1944 között az Unfriedt-szárny 37-es termében került kiállításra a leningrád melletti Carszkoje Szeloban található Katalin palotából 1941-ben a Harmadik Birodalomba „visszamenekített" Borostányszoba. A szobát 1701-es koronázása alkalmából I. Frigyes porosz király készíttette a Berlin melletti charlottenburgi Kastély részeként, később a berlini Városi Kastélyba lett áthelyezve, majd 1716-ban I. Frigyes Vilmos ajándékozta I. Péter orosz cárnak. A háborús hadműveletek és gyújtogatások befejeztével 1945. június elején Königsbergbe érkező A. J. Briuszov műtárgyak felkutatásával megbízott szovjet tiszt jelentésében említést tesz egy a déli szárny pincéjében elégett szobabelső maradványairól. További német és szovjet források szerint a königsbergi Kastély teljes műgyűjteménye néhány kivételtől eltekintve már az 1944-es brit bombázások során megsemmisült. Egy 1998-ban megjelent német tanulmány szerint azonban a kastély műgyűjteményeit talán már 1944-ben a brandenburgi Rheinsberg kastélyába menekítették és csak onnan tűntek el a háború végével. A kastély egykori műkincseinek csak egy töredéke vészelte át a háborút. A hadműveletek elől a Kelet-Poroszország déli részébe evakuált hercegi könyvtár, a Silberbibliothek nagy része a lengyelországi Toruń egyetemi könyvtárába került, egyes, ezüstborítójuktól megfosztott kötetek pedig Moszkvába. Az egyházi gyűjtemeny néhány értékes 14-16. századi darabja ma az egykori kelet-poroszországi Heilsberg (ma Lidzbark Warmiński, Lengyelország) Lovagrendi Kastélyban működő Varmiai Tartományi Múzeumban vannak kiállítva. A Prussia Múzeum őstörténeti gyűjteményének egyes Kalinyingrádban maradt, illetve Berlinbe és a lengyelországi Olsztynba került fennmaradt darabjait az 1990-es végén sikerült azonosítani.

### Szovjet időszak (1945–1969)

A kastélytorony felrobbantása 1953-ban

A kastély romjai 1965-ben a Kneiphof sziget felől

A bombázásokban és harcokban szinte teljesen elpusztult Königsberg a világháború végével Kelet-Poroszország északi részével együtt a Szovjetunió fennhatósága alá került. Az 1946-ban Kalinyingrádra átnevezett városból a szovjet vezetés szocialista mintavárost kívánt létesíteni, melyben nem volt helye semmi a város német illetve királyi múltjára utaló emléknek. A háború után a kastély romjait átadták az enyészetnek, míg az azt körülölelő egykori óváros romjait nyomtalanul eltüntették. A régi Königsberg egyik jelképének számító, a háborúban erősen megrongálódott 84 méter magas gótikus kastélytornyot 1953-ban robbantották fel. Ugyanebben a szellemiségben Leonyid Brezsnyev szovjet pártfőtitkár az 1960-as évek végén elrendelte a kastély romjainak eltávolítását, melyet a szovjet vezetés a „porosz militarizmus vásott fogának" tekintett. Kalinyingrádi diákok és szovjet értelmiségiek tiltakozása ellenére a kastély romjait végül 1968 és 1969 között robbantották fel és hordták el. A kastély helyén került kialakításra Kalinyingrád szovjet érabeli központi tere, illetve itt fut össze a mai napig is a város szintén a szovjet időkben kialakított hét sugárútjának két legmonumentálisabbja, a Lenin és a Moszkvai sugárutak. A Központi tér keleti felén, az egykori várárok (németül Burggraben) helyén kezdték el építeni az 1960-as években a Szovjetek Házának (vagy „Tanácsok háza", oroszul Дом сове́тов – Dom szovjetov) betontömbjét. A városi adminisztráció elhelyezésére szánt épület munkálatait az egykori kastély alagútjainak és pincéinek megrogyása következtében süllyedni kezdő talaj állapota miatt a 80-as években le kellett állítani. A kalinyingrádiak által sokszor a „poroszok bosszújának” is titulált fejlemény következtében az egykori kastély helyén álló Szovjetek Háza a mai napig is befejezetlenül maradt. Az „eltemetett robotfejnek” is gyakran nevezett 21 emeletes brutalista épülettorzó elbontásáról 2020-ban döntött a kalinyingrádi kormányzó, Anton Alihanov.

### Újjáépítési tervek

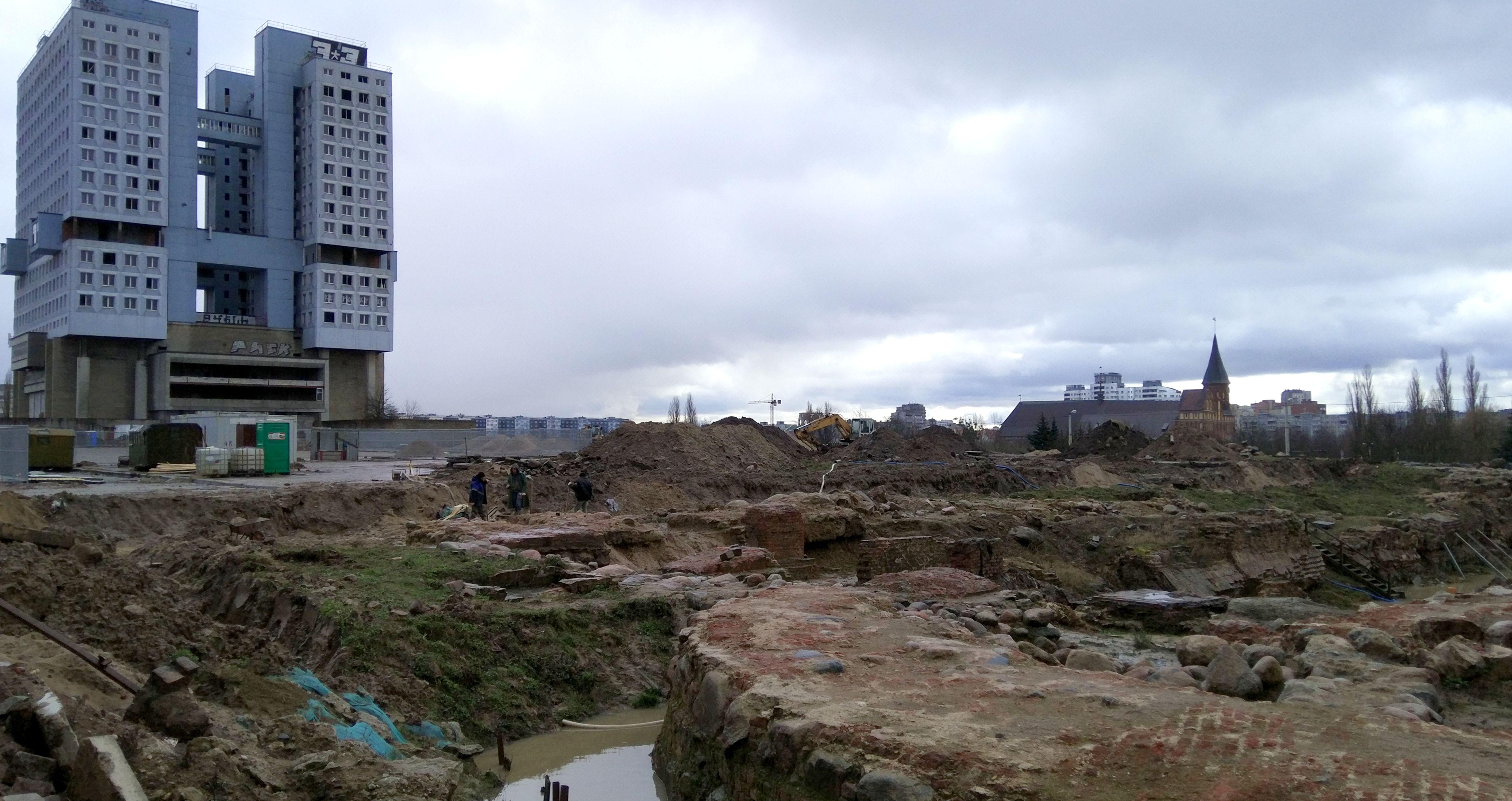
Ásatások 2018-ban. Balra a Szovjetek Háza, háttérben a dóm

A Szovjetunió felbomlásával a Kalinyingrádi terület Oroszország fennhatóság alatt maradt és annak Litvánia és Lengyelország által határolt, az anyaországból közvetlen szárazföldi úton meg nem közelíthető exklávéjává vált. Az addigi zárt katonai övezetnek számító terület a 90-es évektől kezdve külföldiek számára is látogathatóvá vált. A nyitás után hamar beindult az egykori Kelet-Poroszország emlékeire koncentráló, főleg Németországból érkező ún. „nosztalgia-turizmus", de a város oroszajkú lakóinak körében is elkezdett feléledni a német múlt iranti érdeklődés. Az 1990-es évek elején újjáépítésre került a Második világháborúban szintén az alapfalakig kiégett, ám a szovjet időkben el nem bontott gótikus königsbergi dóm, amely felvetette a Kastély újjáépítésének kérdését is. A kalinyingrádi városvezetés pedzegetni kezdte a Kastély az orosz kultuszminisztérium támogatásával történő rekonstrukcióját, amely azonban a szerkezetileg fennmaradt königsbergi dóm újjáépítésével ellentétben jóval nehezebb és költségesebb feladatnak ígérkezett. Az újjáépítés helyett a város újraköveztette a teret. 
2001-ben a németországi Der Spiegel folyóirat finanszírozásában a kalinyingrádi Művészeti Múzeum vezetésével megindultak a kastély megmaradt pincéinek és alapzatainak feltáró munkálatai. A feltárás vezetői nagyban reménykedtek abban, hogy nyomára akadnak az 1942-ben a kastélyba került, majd 1945-ben nyom nélkül eltűnt szentpétervári Borostyánterem maradványainak. A több ezer más leletet napvilágra hozó ásatás végül nem szolgált információval a terem sorsáról, a városvezetés azonban tervbe vette a feltárt alapzatok egy szabadtéri múzeum formájában történő bemutatását. 2008-ban a városvezetés részéről tanúsított érdektelenségre hivatkozva a Der Spiegel beszüntette a feltárás további finanszírozását.  

#### Projekt Kalinyingrád központjának újjáépítésére (2008–2010)
A königsbergi dóm újjáépülését követően születtek kezdeményezések a háborúban elpusztult városmag (és vele együtt a Kastély) valamilyen formában történő feltámasztására. A városvezetés által 2008-ban életre hívott kezdeményezés a Kneiphof sziget, illetve az egykori Kastély körüli, a mai Lenin sugárút – Sevcsenko utca – Zarajszkaja utca – Moszkvai sugárút – Október sugárút – Új Prégel-ág által határolt 10 hektáros terület szinte teljes részben magántőke bevonásával finanszírozott beépítését tűzte ki célul.  A 2009-re tervezett nemzetközi tervpályázatot nem tartották meg, a helyi vezetés által a kastély újjáépítésének ügyében 2010-re, majd 2011-re tervezett népszavazással együtt a projekteket végül pénzügyi okokra hivatkozva hivatalosan is elvetették.

#### Város Szíve Projekt
2012-ben a Kalinyingrádi terület vezetése ismét napirendre tűzte a város történelmi központjának kérdését és életre hívta a „Város Szíve" Városépítészeti Iroda (oroszul Градостроительное бюро „Сердце города“ – Gradosztroityelnoje bjuro „Szerdce goroda") elnevezésű nonprofit szervezetet. A kalinyingrádi Alekszandr Popagyin író és kultúrtörténész által vezetett iroda két nemzetközi zsűrizésű tervpályázat kiírását szervezte meg. Az első, 2014-es, „Királyi Hegy és környéke" (oroszul „Королевская гора и её окружение" – Korolevszkaja gora i jejo okruzsenyije) a város egykori történelmi magjának beépítésére keresett és díjazott terveket, míg a 2015-ös második kiírás, „Poszt-kastély" (oroszul „Пост-замок" – Poszt-zamok) címszó alatt az egykori kastély kulturális központként való újjáépítésére várt javaslatokat. A pályázat nyertese, az Anton Szagal orosz építész által tervezett pályamű a háborúban elpusztult kastély és annak néhány kiemelt belső terének részleges helyreállítását vizionálja azokat az eredeti alaprajzoktól eltérő modern szárnyakkal kiegészítve. A sikeresen lezárult pályázat ellenére a projekt a gazdasági világválság, illetve az orosz–német viszony fokozatos elhidegülése miatt azonban zátonyra futott; a Városépítészeti Irodát a városvezetés 2016 végén feloszlatta.

## Felépítése

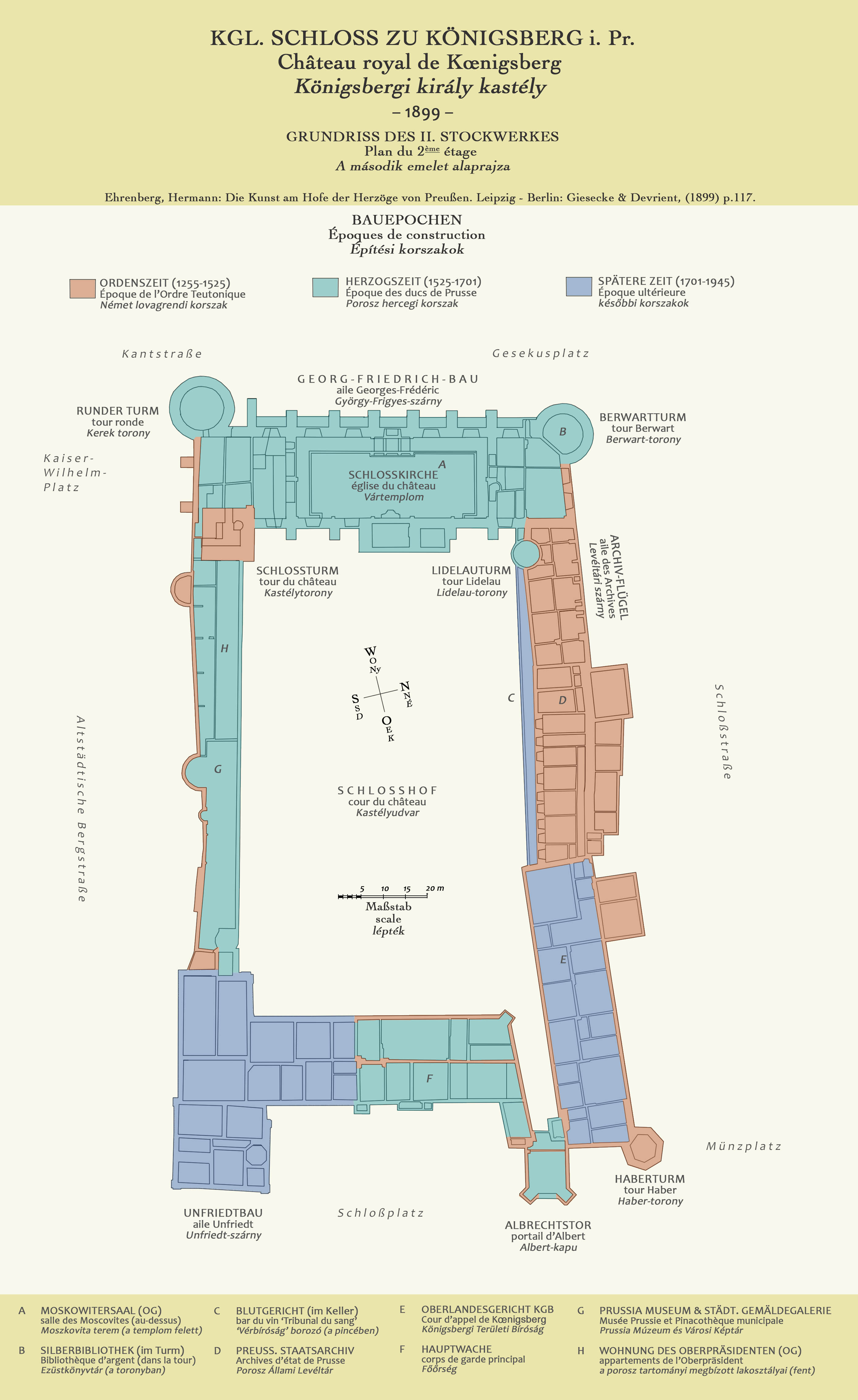
A vár alaprajza 1899-ből

A kastély épülete egy nagyméretű központi udvar köré négyzetesen szerveződő négy szárnyból álló zárt komplexum volt:
Nyugati szárny – György-Frigyes-szárny (Georg-Friedrichbau): a vár legszélesebb, a Kantstraßéra és a Gesekusplatzra nyíló, a Kastélytorony (németül Schlossturm), illetve a délnyugati kerek saroktorony és az északnyugati Berwart-torony által közrefogott szárnya. Földszintjét a Kastélytemplom (németül Schlosskirche), a fölötte lévő emeletet pedig a Moszkovita (németül Moskowitersaal) terem foglalta el, illetve ezen szárnyban kapott helyett számos, a hercegi időszakban épült fejedelmi lakószoba. A nyeregtetős szárny déli és északi végeit díszes gótikus illetve neoreneszánsz oromzatok zárták le.
Északi szárny (Nordflügel): a Schlossstraßéra nyíló, a 13. és 15. század között épült szárny legnagyobb részét a helyi közigazgatás a kastélyban székelő szerveinek helyiségei foglalták el. Itt székelt a Porosz Állami Levéltár (németül Preußisches Staatsarchiv), a kelet-poroszországi kormányzat igazságügy hatósága (németül Justizbehörde der ostpreußischen Regierung) és a königsbergi területi bíróság (németül Oberlandesgericht Königsberg). Az udvar felőli oldalon működött az 1738-ban nyílt, az egyetemi diákság köreiben legendás hírnévnek örvendő borpince, a Blutgericht ('vérbíróság').
Keleti szárny – Albert-szárny (Albrechtsbau) és Unfriedt-szárny (Unfriedtbau): a Schlossplatzra nyíló, az Albert herceg által a 16. században megkezdett bővítések során kialakított Albert-szárny adott helyet a vár főbejáratának, az Albert-kapunak (németül Albrechtstor), illetve a Főőrség (németül Hauptwache) és a közigazgatás más szervei által használt helyiségeknek. A 18. századi barokk Unfriedt-szárnyban (németül Unfriedtbau) az egykori királyi lakosztályok voltak megtekinthetőek. A szárny északkeleti szegletében állt a vár egyik legősibb fennmaradt része, a 14. századi oktogonális Haber-torony (németül Haberturm). 
Déli szárny (Südflügel): a Bergstraße mentén álló, a lovagrendi vár falainak alapjain épült szárny helyiségeit főleg a várban helyet kapott kulturális intézmények, így a Prussia Múzeum illetve a Képtár foglalták el. 

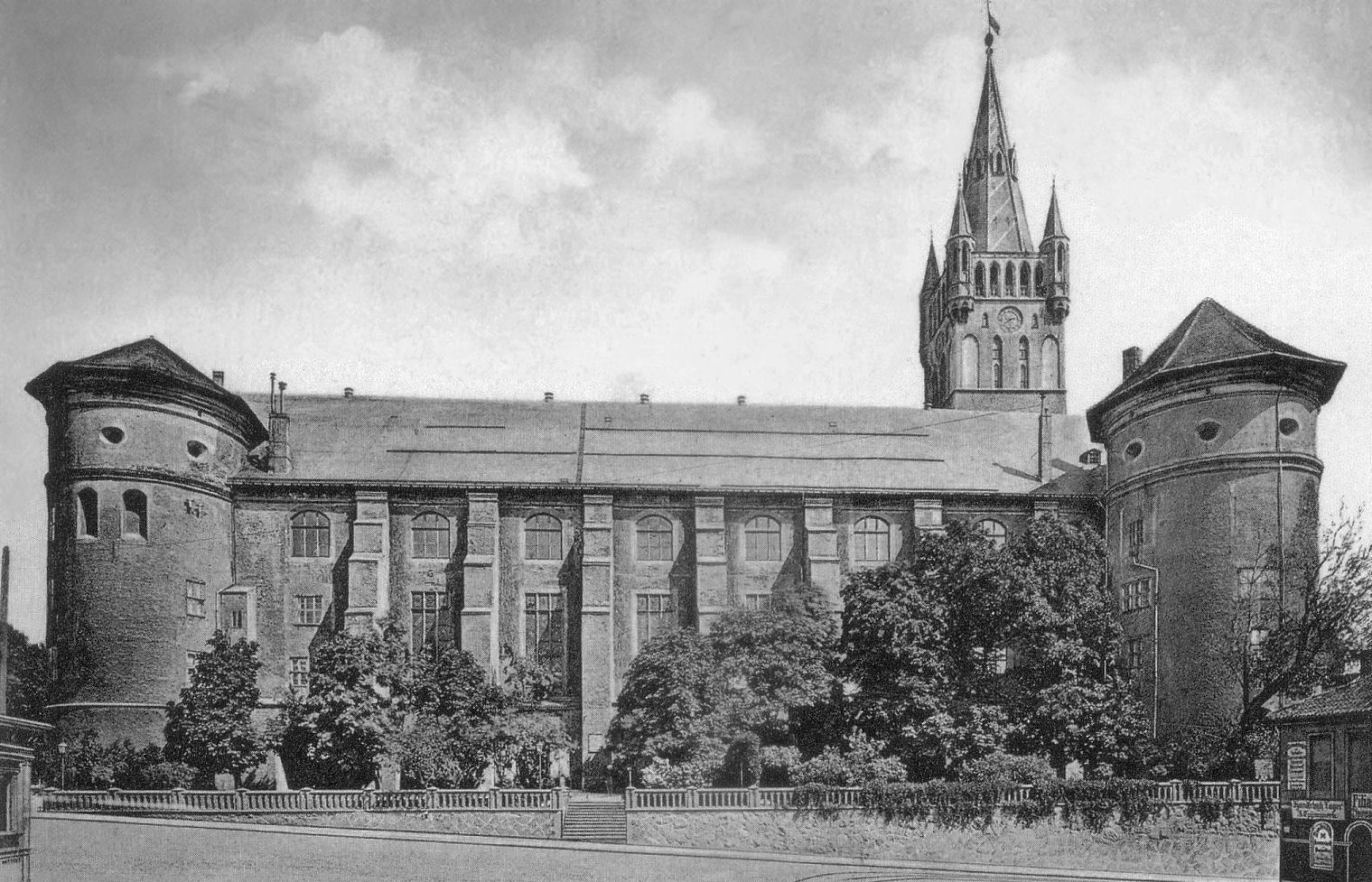
A nyugati szárny a Gesekusplatz felől
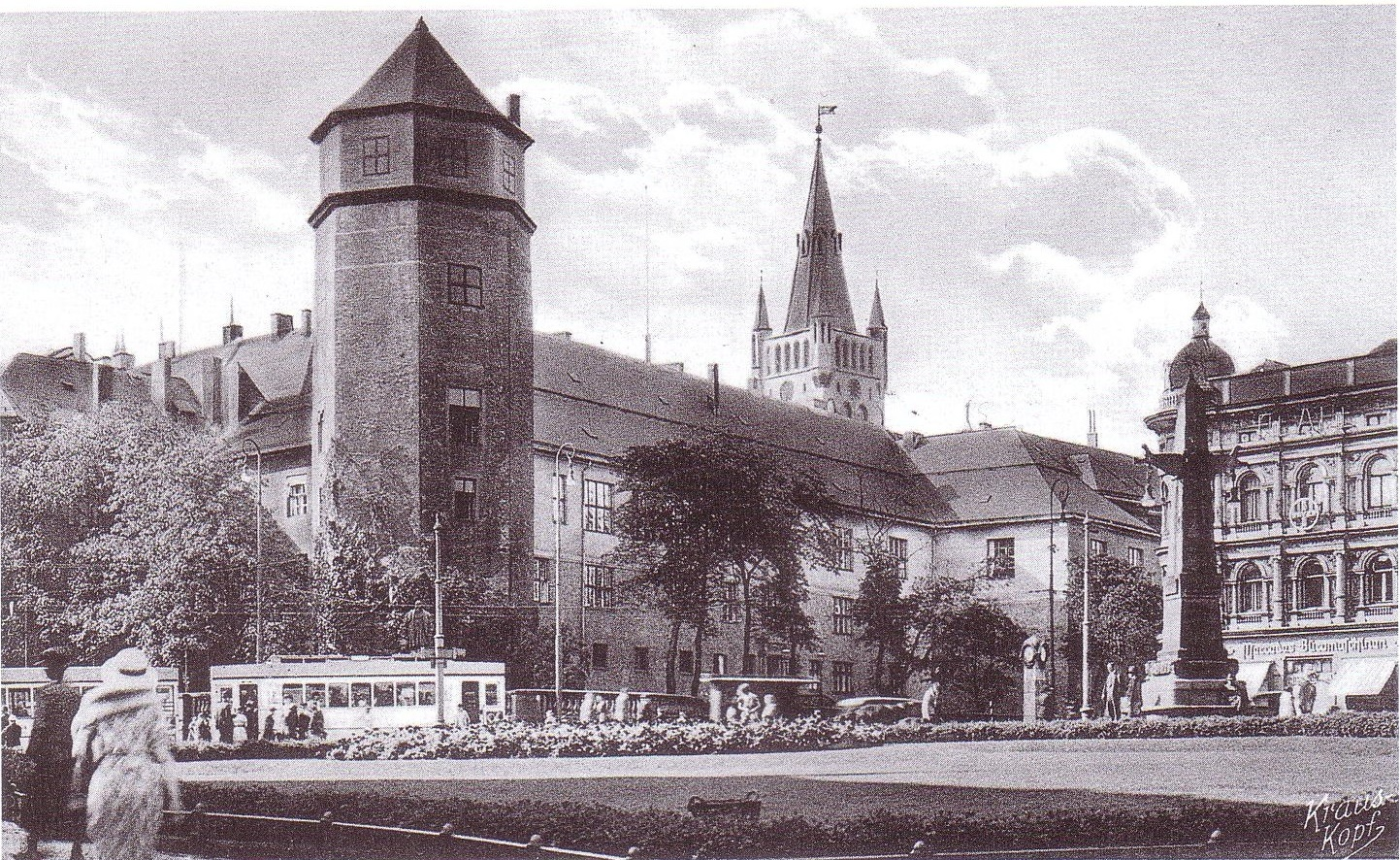
A Haber-torony és az északi szárny a Münzplatz felől
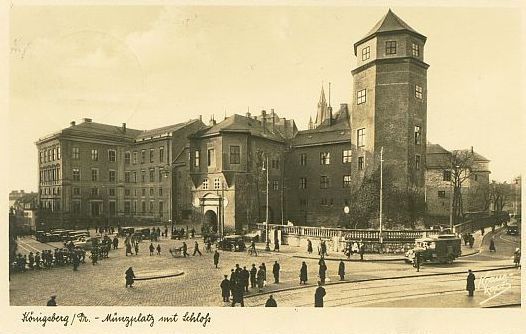
A keleti szárny a Schloßplatz felől: balra a barokk Unfriedt-szárny tömbje, középen az Albert-kapu, jobbra a Haber-torony
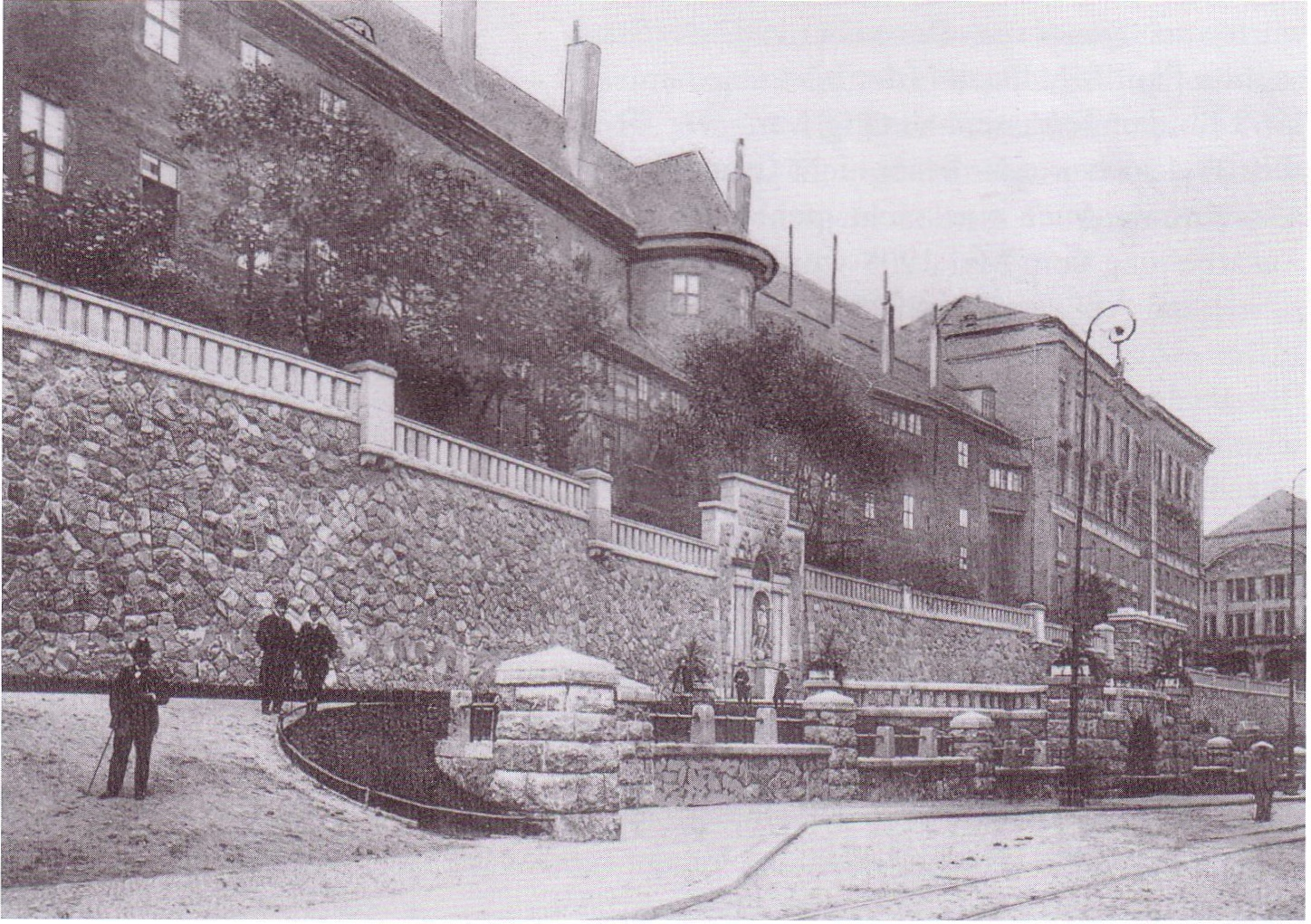
A déli szárny és a Kastélyterasz az Altstädtische Bergstraße felől, jobbra az Unfriedt-szárny déli oldala
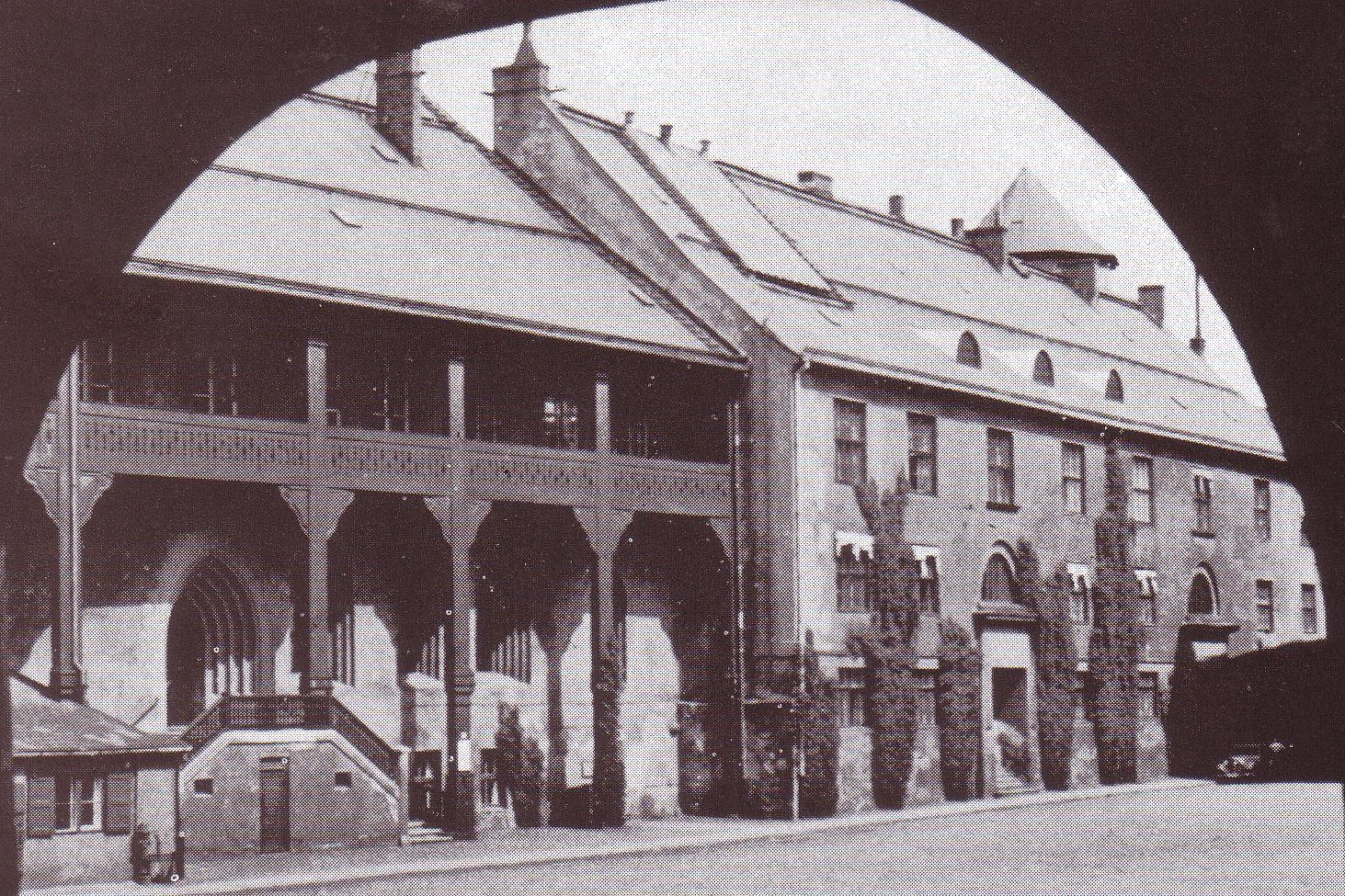
Az északi szárny várudvar felőli oldala, balra a Blutgericht bejárata
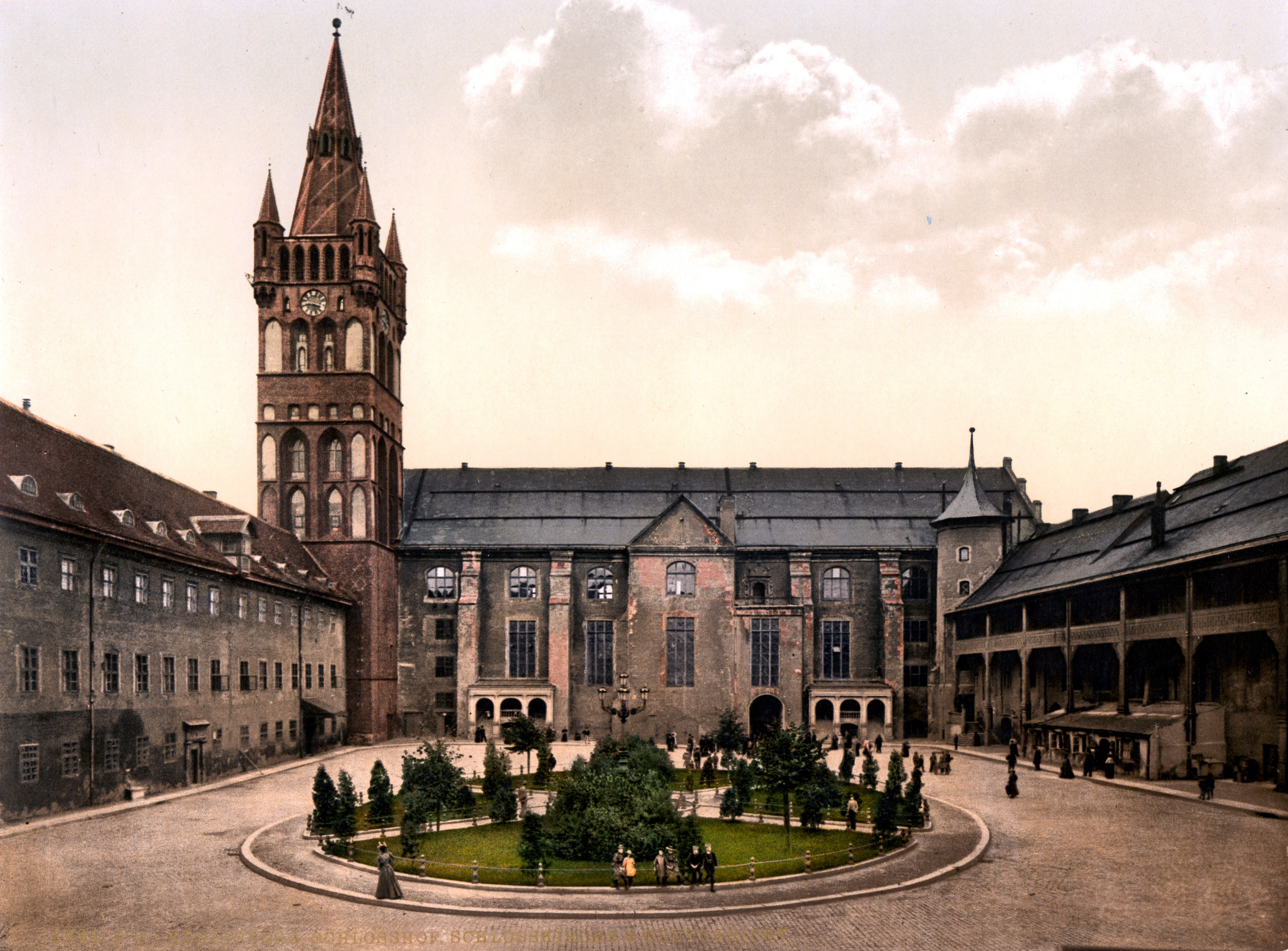
A nyugati (György-Frigyes-) szárny a várudvar felől. A felső szinten a Moszkovita terem, alatta a Vártemplom; balra a vártorony, jobbra a Lidelau torony, egészen jobbra a Blutgericht bejárata

## Fontosabb belső terei

### Kastélytemplom (Schlosskirche)

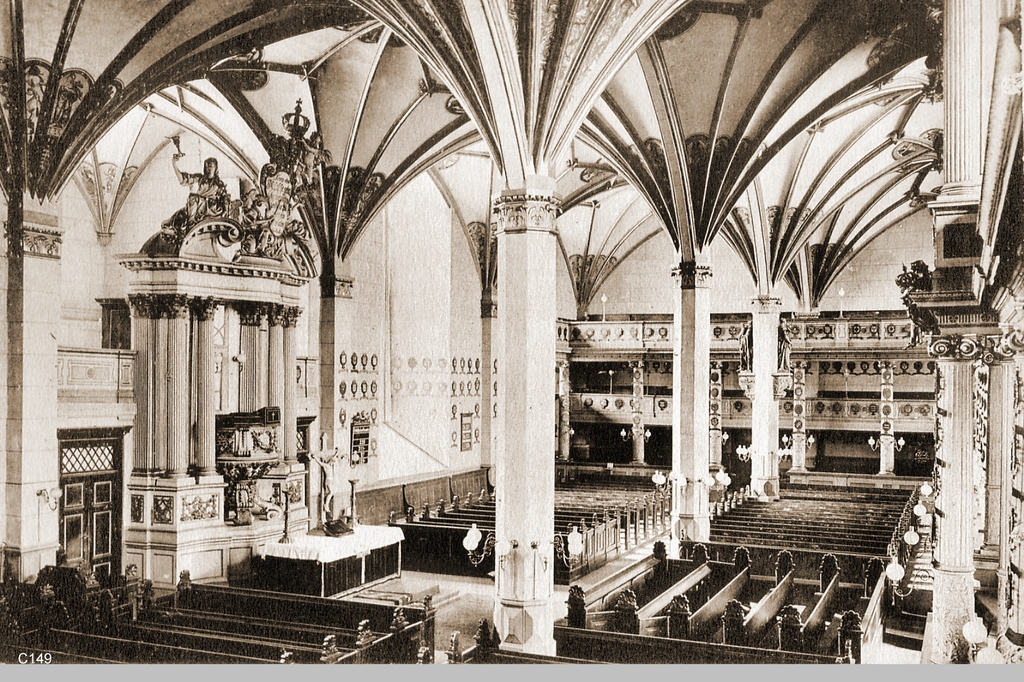
A Kastélytemplom belső tere

A Kastély nyugati szárnyát szinte teljes egészében elfoglaló Schlosskirche egy téglagótikus stílusban épült, eredetileg egyhajós, később csarnoktemplommá alakított templom volt, amely 1701-től a porosz királyok koronázótemplomaként szolgált.  
A Kastélytemplom művészettörténeti jelentőségéhez nagyban hozzájárul az a tény, hogy építése a német nyelvterület első nagyszabású protestáns templomépítésének tekinthető. Ugyan már ebben az időben is megjelentek kisebb protestánssá szentelt vagy átépített udvari kápolnák (például Drezda és weißenfelsi Neu-Augustusburg kastélyaiban), a königsbergi Kastélytemplom azonban méreténél és rendeltetésénél fogva az első nagyszabású, kifejezetten protestáns templomként emelt épületnek számít.

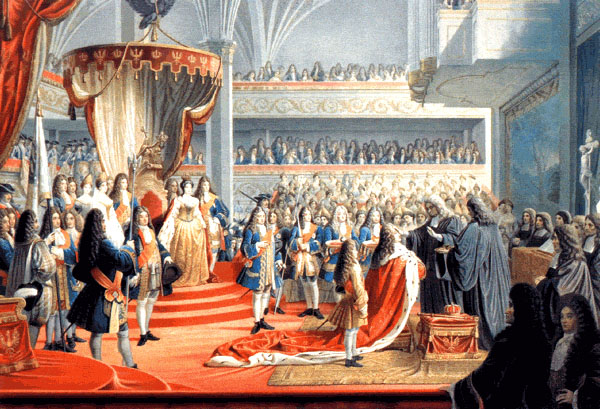
I. Frigyes királlyá szentelése 1701-ben

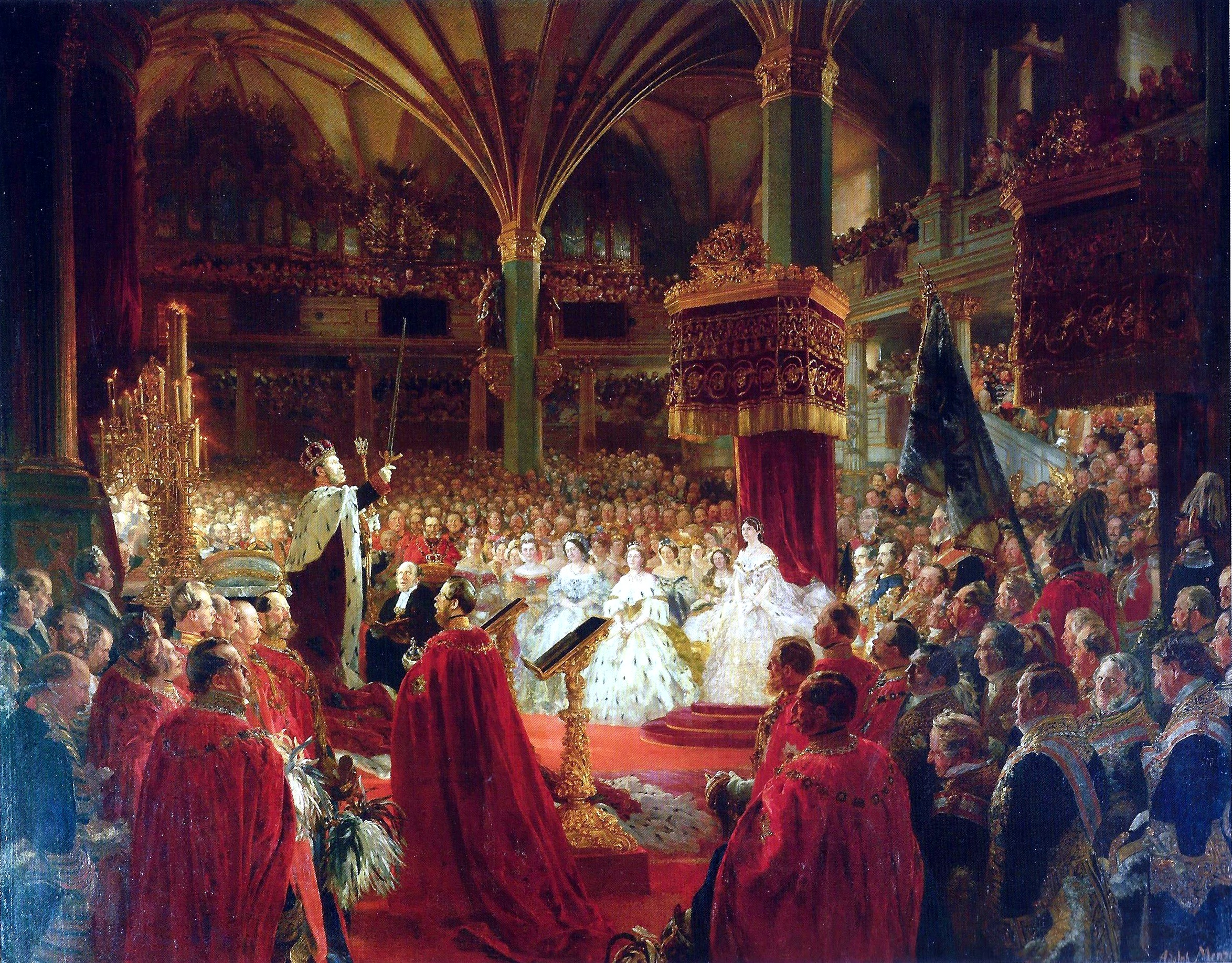
I. Vilmos koronázása 1861-ben (Adolph von Menzel festménye)

A stuttgarti Blasius Berwart (de) építőmester által tervezett, 1593-ra elkészült Kastélytemplom a vár I. György-Frigyes porosz herceg (1539-1603) által építtetett új nyugati szárnyának részét képezte. A sokban a stettini Kastélytemplom (de) mintáját követő épületet a Hans Vredeman de Vries (de) antwerpeni építész által tökélyre fejlesztett németalföldi reneszánsz stílusban megfogant oromzatok díszítették, az egyhajós templom gazdagon faragott és festett famennyezetét a dániai Frederiksborg és Kronborg kastélyok díszítését is jegyző Hans Windrauch (de) német stukkóművész készítette. A 83 méter hosszú, 18 méter széles épületrészt a város felőli, a Gesekusplatz-ra néző nyugati homlokzatát két méretes körtorony, az udvar felőli keleti homlokzatát pedig délről a Kastélytorony, északról a Lidelau-torony fogta közre. A Kastélytemplom harangtornyaként is működő Kastélytoronyban lakó két harang minden nap 11 és 21 órakor egy-egy lutheránus zsoltár melódiáját szólaltatta meg. A templom feletti emeleten volt található a Moszkovita terem. A templom bejárata az udvar felőli oldal közepén, a templom keleti hosszházában nyílt. Az 1806-os átépítés óta a filigrán neogótikus bordás keresztboltozatot négy központi oszlop tartotta. A templom berendezése, az oltár, a szószék, a karzatok és a királyi páholy mind a barokk egyik legkorábbi kelet-poroszországi megnyilvánulásainak számítottak. A Johann Josua Mosengel által tervezett és Georg Sigismund Caspari által tervezett orgona 1734-re készült el.  
Az uralkodói rezidencia részeként megépült templom a porosz állam elsőszámú szakrális épületévé vált, melyben az első porosz herceg, I. Albert által protestáns hitre térített ország, illetve a trón és az oltár (vagyis az uralkodóház és az egyház) egységének lutheránus tana került egyértelmű kifejezésre. Nem véletlenül került éppen ebben a templomban sor III. Frigyes porosz herceg I. Frigyes porosz királlyá történő koronázásának megszentelésére is. Az 1701-es koronázás az éves állami kiadások két és félszeresét felemésztő költségei miatt I. Frigyes utódai elálltak a nagyobb szabású ceremóniák megrendezésétől, nagyobb szabású ünnepségre először I. Vilmos későbbi első német császár porosz királlyá történő koronázásakor került 1861-ben.     

### Moszkovita terem (Moskowitersaal)

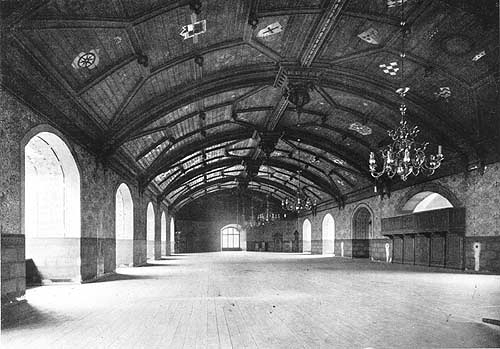
A Moszkovita terem

A György-Frigyes-szárnyban, a Kastélytemplom feletti emeleten elhelyezkedő nagyméretű (82 m hosszúságú, 18 m szélességű és 6 m belmagasságú) díszterem 1593-as elkészülte után sokáig a német területek legnagyobb termének számított. Az 1578 óta a Porosz hercegséget régensként irányító I. György-Frigyes brandenburgi őrgróf által elrendelt nagyszabású kastélybővítési munkálatok során igény támadt, az uralkodói templom mellett egy reprezentatív ünnepi is fogadóterem létesítésére is. Az alsóbb emeleten fekvő Kastélytemplomot is tervező Blasius Berwart építőmester tervei szerint kialakított termet 1593-as felavatása után számos eseménynek adott helyet: például itt került sorra János Zsigmond brandenburgi trónörökös Albert Frigyes porosz herceg lányával történő menyegzőjére, illetve I. Frigyes 1701-es koronázási bankettjére. A terem nevét I. Péter orosz cár 1711, 1712 és 1713-as königsbergi látogatásai után nyerte el, mely időszakban az orosz uralkodó számos alkalommal lett itt megvendégelve. A terem eredeti kazettás femennyezetét egy 1877-es átépítés során cserélték dongaboltozatúra. A monarchia megszűnése után 1924-től a kastély 1944-es kiégéséig a terem a Prussia Múzeum részeként kiállítási térként szolgált; itt került kiállításra például I. Frigyes Vilmos porosz király  a háborúban elpusztult vadászszánja.
A 2015-ben az egykori kastély kulturális központként való újjáépítésére kiírt „Poszt-kastély" (oroszul „Пост-замок" – Poszt-zamok) címszó alatti tervpályázatának Anton Szagal orosz építész által készített nyertes pályaműve magába foglalta a Moszkovita terem rekonstrukcióját.

### AzOrdensmarschalllakosztálya

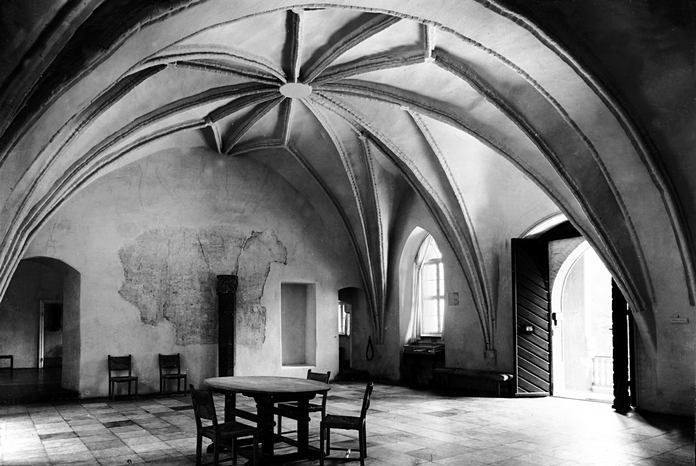
Az Ordensmarschall lakosztályának gótikus mennyezete

A kastély északi szárnyban állt az épület egyik legrégebbi, a 14. századból fennmaradt része, a Német Lovagrend marsalljának lakása (németül Wohnung des Ordenmarschalls) valamint az ahhoz kapcsolódó ispoltály (németül Firmarie) és az egykori refektórium (németül Refer) gótikus bordázott boltozatú helyiségei is.  Ezen termek egészen a kastély végleges pusztulásáig fennmaradtak és múzeumi vagy levéltári célokat szolgáltak.     

### A keleti szárny reprezentációs termei
A két korszakban, az I. Albert első porosz herceg, valamint az I. Frigyes első porosz király által elindított történelmi korszakváltások változó igényeinek kielégítésére épült keleti szárny főleg az állam és az uralkodóház reprezentációs és lakótereinek adott helyet.  

A korábbi, egyszerű reneszánsz stílusban épült 16. századi Albert-szárny hercegi lakó- és ünnepi termei említésre méltó az Kihallgatási terem (n. Audienzsaal), amelyben I. Frigyes király 1701-ben önmaga fejére helyezte a porosz királyi koronát, valamint az ún. Csempés terem (n. Fliesensaal), melyben egészen a második világháborúig megtekinthető volt ugyanezen király trónszéke, ún. „koronázó asztala", valamint Poroszország négy legfőbb elöljárójának azt körülvevő négy díszes széke. Az egész kastély legszebb helyiségének számító ún. Születési szobában (n. Geburtszimmer) látta meg a későbbi I. Frigyes király 1657. július 11-én a napvilágot. A reneszánsz belsőépítészet egyik ékkövének számító apró, csupán 10 m2-es, 1542–1548 között készült, intarziás fatáblákkal berakott szobába a monarchia bukásáig csak külön engedéllyel lehetett belépni. A finom faragású reneszánsz homokkő kandalló valószínűleg Cornelis Floris de Vriendt flamand kőfaragómester munkája. A szoba mind a königsbergi eredetije, mind a berlini Hohenzollern Múzeum számára készített másolata elpusztult a második világháborúban. 

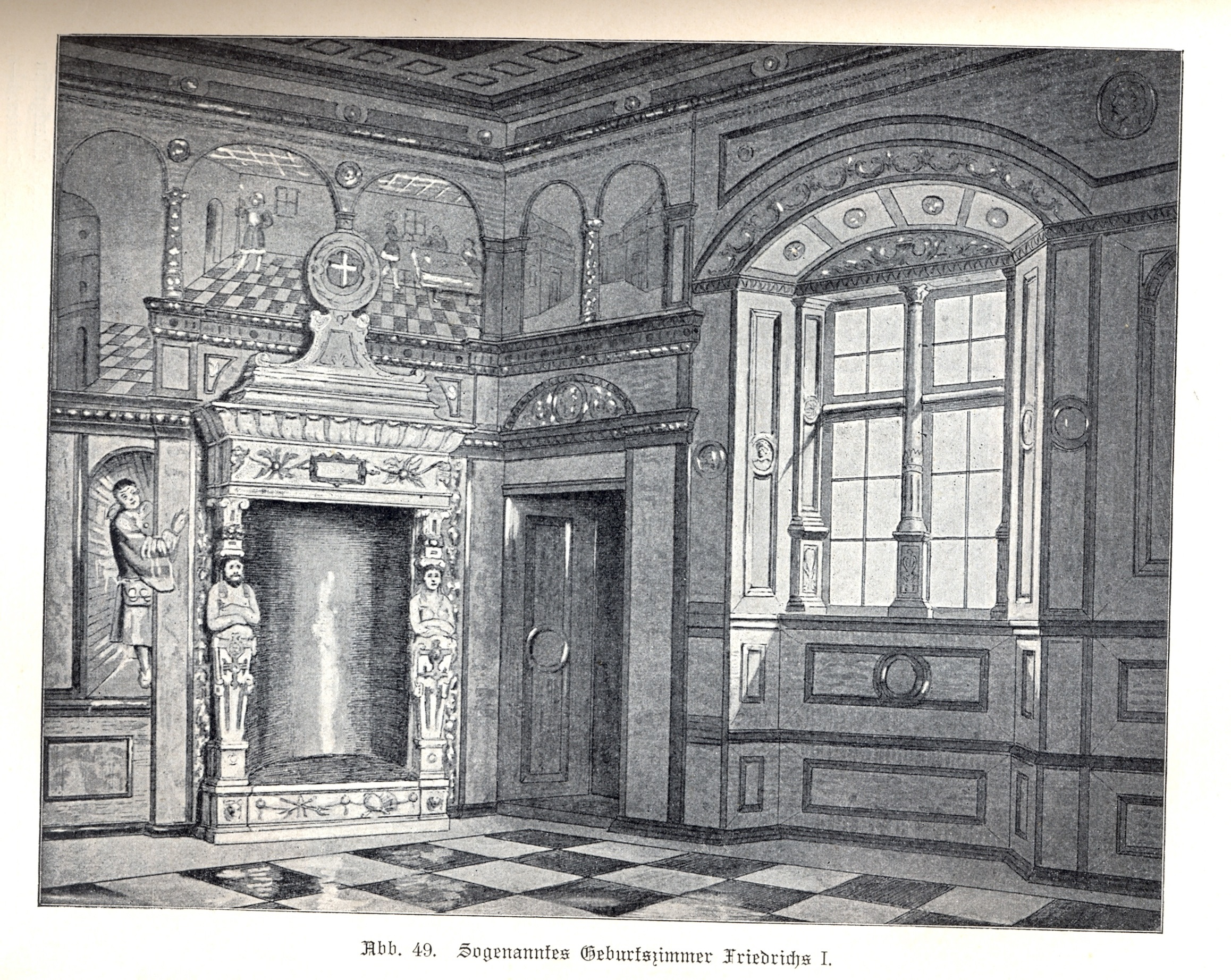
I. Frigyes Születési szobája
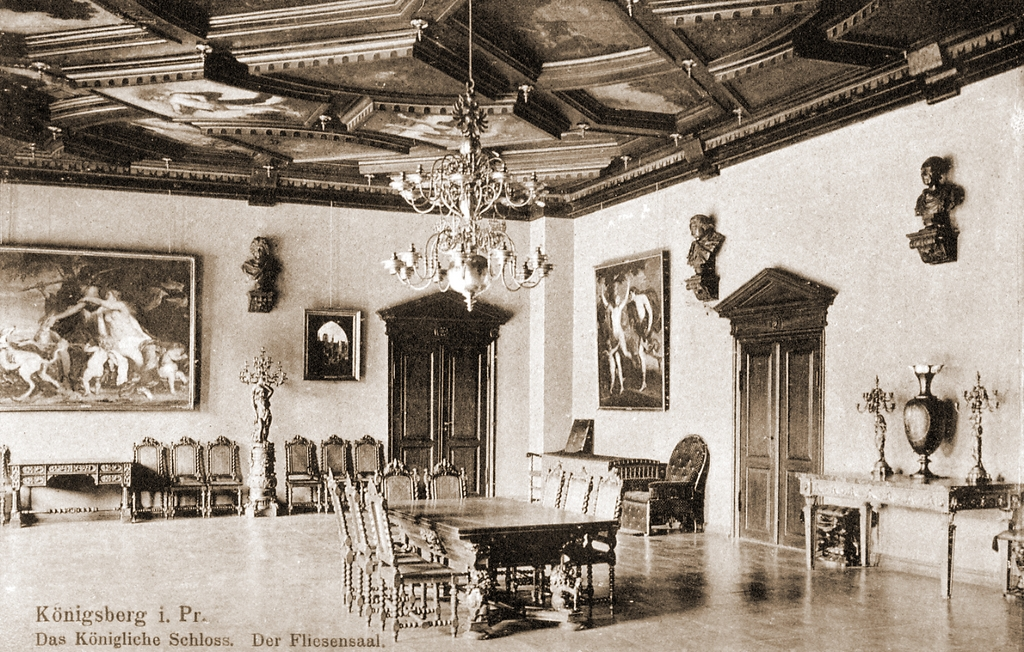
A Csempés terem

Az 1705 és 1713 között az új porosz királyság reprezentációs igényeinek kiszolgálására épített, a tervezője után Unfriedt-, az építtetője után Frigyes-szárnyként (n. Unfriedtbau illetve Friedrichsbau) ismert délkeleti szárny a kastély legjelentősebb késő-barokk illetve rokokó stílusú részének számított.  Az eredetileg a kastély teljes keleti szárnyának helyére tervezett háromrészes, középen diadalkapuval ellátott barokk homlokzatból pénzügyi okok miatt csupán csak a délkeleti harmad készült el, I. Frigyes utódja, I. Frigyes Vilmos nem folytatta a munkálatokat. Az elkészült szárnyrész második emelete adott otthont a királyi lakosztályoknak, illetve a legjelentősebb reprezentációs termeknek: a Fekete Sas Rendjének terme (Kammer des Schwarzen Adlerordens) egy antik itáliai tájképeket ábrázoló bőrtapétával borított rokokó terem a Kastélytemplom mellett a névadó rend lovagjainak rendelkezésére álló díszes helyiség volt. A királyi Trónterem (Thronsaal) az I. Frigyes és II. Vilmos közti porosz uralkodók nagy méretű portréi mellett egy baldachinnal fedett királyi trónszéket mutatott be, míg az Ősök terme (Ahnensaal) a Brandenburgot, Poroszországot, majd pedig a Német Császárságot uraló Hohenzollern ház fatáblákra festett családfájának nyújtott keretet. A királyi, majd császári időszakokból származik még a Tükörterem (Spiegelsaal), a Császári szalon (kaiserlicher Salon), a Császári hálószoba (kaiserliches Schlafzimmer) és öltözőszoba (Ankleidezimmer des Kaisers), a Trónörökösi lakosztály (kronprinzliche Wohnung), valamint a Zászlósterem (Fahnen- und Standartenzimmer). 

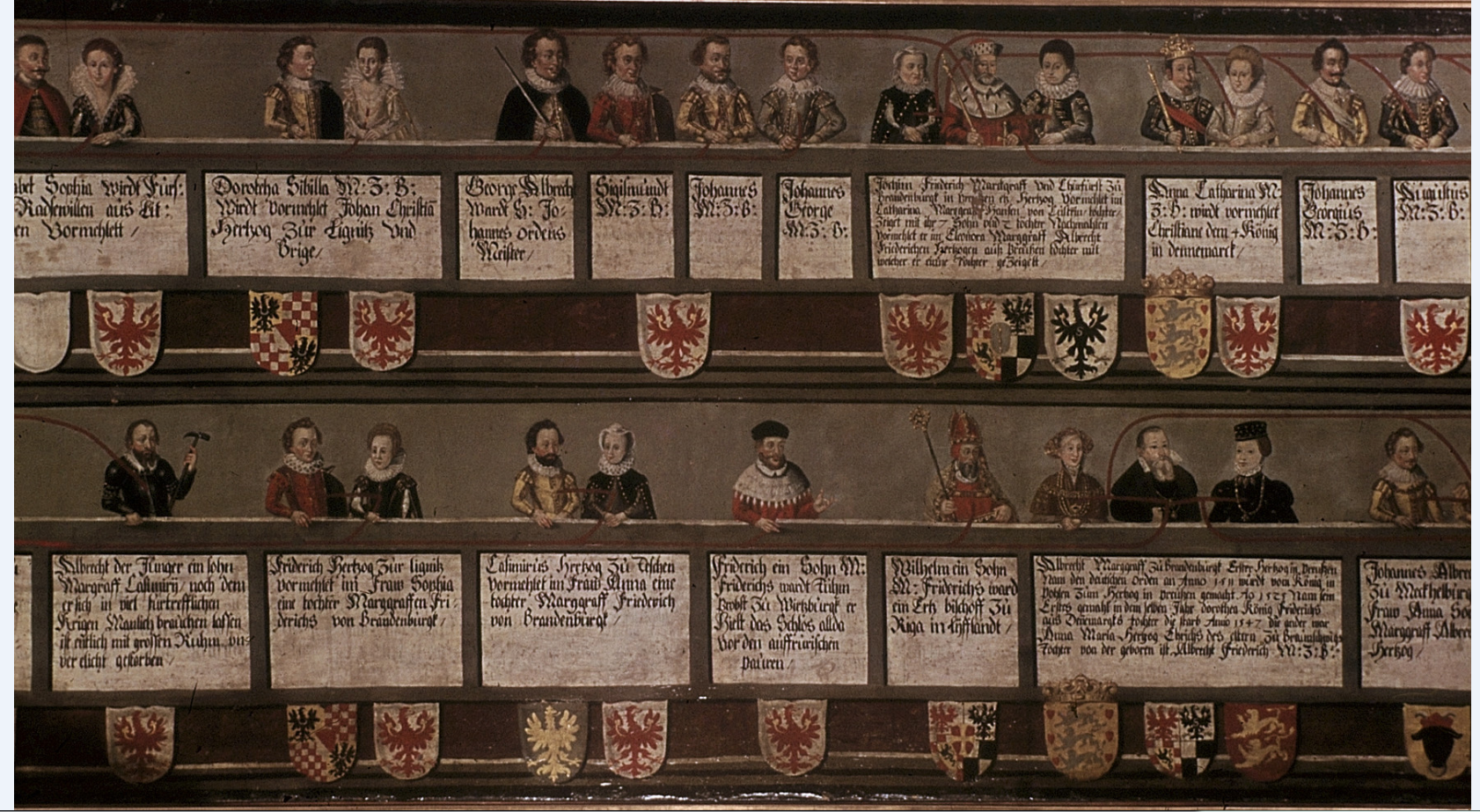
Részlet a Hohenzollernek családfájából, Ősök terme
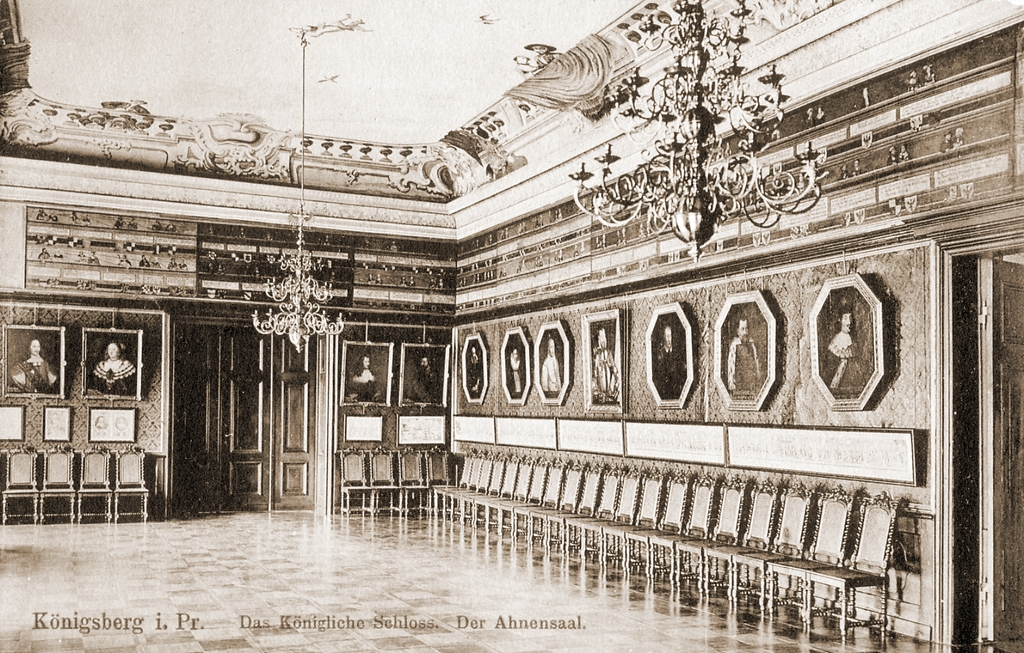
Az Ősök terme
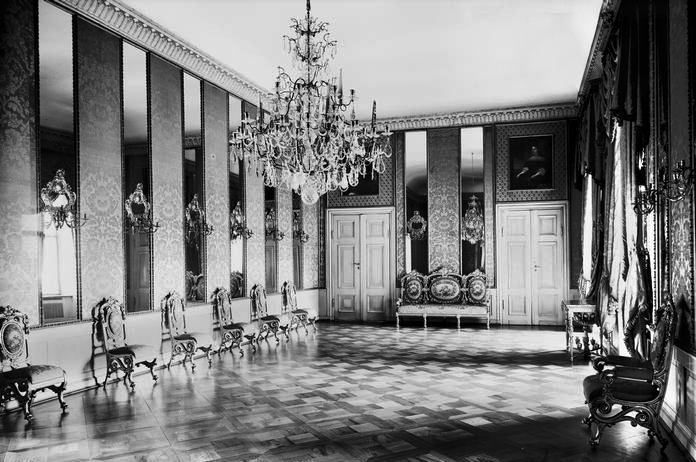
A Tükörterem
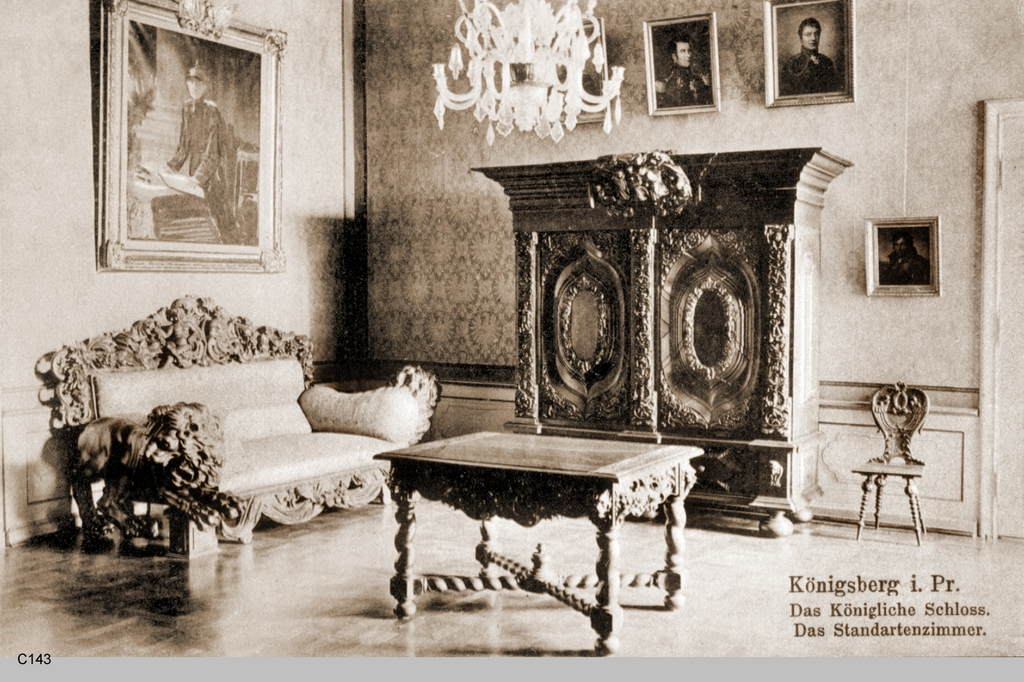
A Zászlósterem
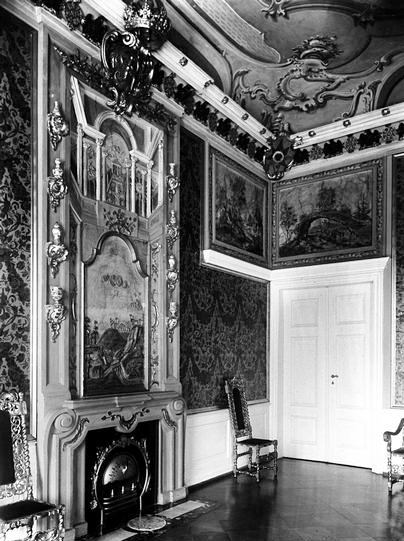
A Fekete Sas Rend terme
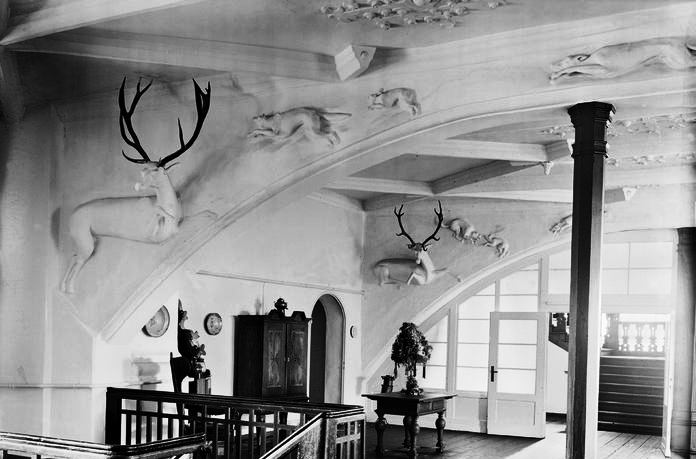
A Vadászterem

### ABlutgerichtborpince

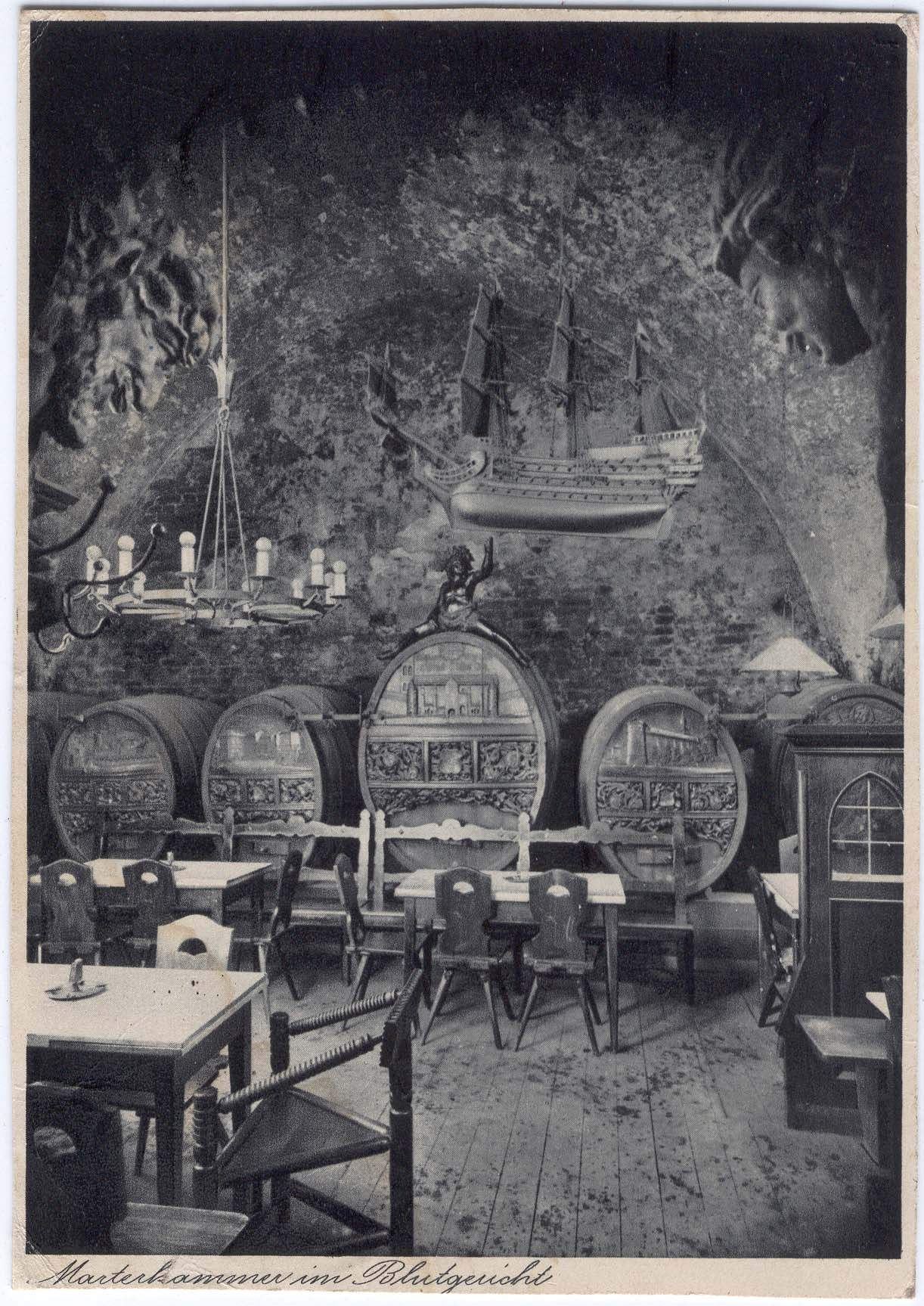
A Blutgericht belső tere

A Blutgericht (magyarul „vérbíróság") Königsberg a kastély észeki szárnyában 1738 és 1945 áprilisa közt működő nagyhírű történelmi borpincéje volt. Az 1731-ben a helyi protestánsüldözések elől Salzburgból Königsbergbe menekül David Schindelmeißer által alapított borozó hamar a königsbergiek, különösképpen az egyetemi diákság egyik kedvelt „intézményévé" nőtte ki magát. 
A borozó bejáratául a kastély udvaráról egy az egykori fejedelmi istálló felől nyíló ferde kicsi pincelejáró szolgált, mely egy szerteágazó, boltozatos, barlangszerű helyiségrendszerbe vezetett le. Az egy labirintushoz hasonló középkori eredetű teremrendszer egyes helyiségei a középkori kínzókamrákra emlékeztető neveket viseltek, úgy mint a „Kínok kamrája" (n. Marterkammer), a „Fájdalom kamrája" (n. Peinkammer), a „Tolvajbörtön" (n. Diebesgefängnis), vagy a „Spanyol tű" (n. Spanische Nadel). A borozó sokat ünnepelt pincei hangulatához még hozzájárult a nehéz régi faragott fa bútorzat, a kovácsoltvas falilámpák, a hatalmas, díszes fagású fahordók, valamint a planfonról lelógatott kogge modellek. A pincérek egyenruhája a kádárokéra emlékeztető kék köpenyből és bőr kötenyből állt.
A németország-szerte a lipcsei Auerbach és a breslaui Schweidnitzer pincékhez hasonló hérnévnek örvendő borozó illusztris vendégköréhez tartozott többek között E.T.A. Hoffmann, Richard Wagner, Lovis Corinth, Felix Dahn, Thomas Mann, Joachim Ringelnatz, Paul Wegener, Heinrich George, Henrik porosz királyi herceg vagy Gustav Stresemann. A később étteremmé bővített borozó specialitásai között szerepelt a königsbergi húsgombóc (n. Königsberger Klopse), a königsbergi pacal (n. Königsberger Fleck), illetve a ház védjegyének számító „ökörvér" (n. Ochsenblut), amely egy burgundi vörösborból és champagne-i pezsgőből készült, az ökörvér színére emlékeztető ital volt.     
A borozó átvészelte az 1944-es brit légitámadást és egészen 1945 áprilisáig üzemelt. 

## Külső hivatkozások
A Város Szíve projekt honlapja (angol és orosz nyelven) 
Anton Sagal 2016-ban nyertes pályaműve a kastély részleges újjáépítésére (angol és orosz nyelven) 